# Inga skutchii
Inga skutchii ist eine Baumart aus der Unterfamilie der Mimosengewächse (Mimosoideae). Sie ist in Costa Rica beheimatet.

## Beschreibung
Inga skutchii ist ein bis zu neun Meter hoher Baum mit dicht flaumig rostrot behaarten Zweigen. Die Blätter sind sechs- bis achtfach paarig gefiedert, die Blättchen sind eiförmig bis elliptisch, 4 bis 7 Zentimeter lang und 1 bis 2 Zentimeter breit.
Die Blattrhachis ist im Querschnitt zylindrisch. Die Nebenblätter sind bis zu 2 Millimeter lang und hinfällig.
Die Blütenstände sind Ähren. Der Schaft ist 3 bis 4 Zentimeter lang, die Rhachis 5 bis 7 Zentimeter lang. Die Blüten sind 15 bis 18 Millimeter lang und weiß. Die Früchte sind flach, 13 Zentimeter lang und 2,3 Zentimeter breit.

## Verbreitung
Inga skutchii ist heimisch auf der Osa-Halbinsel in Costa Rica.

## Systematik und Botanische Geschichte
Die Art wurde 1943 von Paul Carpenter Standley erstbeschrieben.

## Nachweise
- Anton Weber, Werner Huber, Anton Weissenhofer, Nelson Zamora, Georg Zimmermann: An Introductory Field Guide To The Flowering Plants Of The Golfo Dulce Rain Forests Costa Rica. In: Stapfia. Band 78, Linz 2001, S. 282, ISSN 0252-192X / ISBN 3854740727, zobodat.at [PDF]